# Халтурин, Степан Николаевич
Степа́н Никола́евич Халту́рин (21 декабря 1856  [2 января 1857], Халевинская, Вятская губерния — 22 марта [3 апреля] 1882, Одесса, Херсонская губерния) — русский рабочий, революционер, террорист, осуществивший подрыв взрывного устройства в Зимнем дворце (1880). Организатор «Северно-русского рабочего союза».

## Начало деятельности. Рабочие организации
Степан Халтурин родился 21 декабря 1856 (2 января 1857) в деревне Халевинская Орловского уезда Вятской губернии (ныне деревня Журавли Орловского района Кировской области) в семье зажиточных крестьян. В 1871 году окончил Орловское уездное училище, во время учёбы много читал и увлёкся народнической литературой. В 1874—1875 годах учился в Вятской земской учительской семинарии; был исключён за плохую успеваемость 14 августа 1875 года.
В начале 1875 года с группой единомышленников собирался выехать в Америку и основать там коммуну. По пути в Москву попутчики обманом завладели его паспортом и уехали за границу через Петербург. Халтурин пытался нагнать их в Петербурге, но не успел. Он вынужден был браться за разные работы, чтобы прокормиться и обеспечить себе ночлег. Работая в Петербурге с осени 1875 года, он установил связи с революционными народниками (Г. В. Плехановым и другими) и вскоре случайно повстречал преподавателя земского училища Котельникова, перебравшегося в Петербург, который помог ему устроиться столяром в железнодорожные мастерские и рекомендовал Степана в петербургские политические кружки.
Очень скоро рабочий-провинциал не просто освоился среди кружковцев, но выдвинулся на первые роли как талантливый пропагандист. Он принимал участие в создании первой политической организации рабочих в России — «Северно-русского рабочего союза». Позднее В. Г. Короленко в своих воспоминаниях рассказал со слов рабочего Александра Павлова, что Халтурин «убеждал со слезами на глазах своих учеников-рабочих продолжать пропаганду, но ни в коем случае не вступать на путь террора. „С этого пути возврата уже нет“, — говорил он».
Работавший на Адмиралтейских верфях уже под именем Степана Батышкова был взят для работ на борту императорской яхты «Ливадия». Молодой старательный столяр понравился чиновнику дворцового ведомства, и в сентябре 1879 года его наняли для столярных работ во дворце, поселив в полуподвале.

## Взрыв в Зимнем дворце
По мнению Плеханова, Халтурин пришёл к мысли, что «Падёт царь, падёт и царизм, наступит новая эра, эра свободы. Смерть Александра II принесёт с собой политическую свободу, а при политической свободе рабочее движение пойдёт у нас не по-прежнему. Тогда у нас будут не такие союзы, с рабочими же газетами не нужно будет прятаться». Главной целью было после смерти императора поднять крестьян на бунт и с их помощью уничтожить самодержавие.
5 февраля 1880 года произвёл взрыв в Зимнем дворце с целью покушения на Александра II. Взрыв в Зимнем дворце не принёс желаемых террористами результатов. Александр II не пострадал, вместо него погибли 11 солдат — героев недавно закончившейся русско-турецкой войны, за своё отличие зачисленных на службу в императорский дворец и нёсших службу во дворце, 56 человек было ранено.

## Убийство Стрельникова в Одессе. Казнь Халтурина
После взрыва Халтурин был направлен народовольцами в Москву. После убийства Александра II 1 марта 1881 года Халтурин был избран членом исполкома «Народной воли».
18 марта 1882 года в Одессе вместе с Николаем Желваковым Халтурин участвовал в убийстве прокурора В. С. Стрельникова. Желваков выстрелом из пистолета в упор смертельно ранил Стрельникова, а Халтурин, переодетый извозчиком, не смог помочь Желвакову скрыться (по образцу убийства Николая Мезенцова Сергеем Степняком-Кравчинским в 1878 году): они оба были задержаны прохожими. Желваков и Халтурин, назвав следствию ложные имена, были по распоряжению Александра III преданы военному суду и повешены 22 марта 1882 года неопознанными в ограде Одесского тюремного замка.
Только затем от заключенного рабочего Н. Биткина власти узнали, что «казнённый Степанов (он же Александр Васильевич) есть тот самый столяр, который под именем Баташкова проживал в Зимнем дворце и принимал непосредственное участие в подготовке взрыва 5 февраля 1880 г.».

## Памятники
В советское время Степан Халтурин был введён в пантеон наиболее почитаемых деятелей революционного движения — сыграли роль участие Халтурина в создании рабочих организаций и положительный отзыв о нём В. И. Ленина. Кабинет Ленина в Кремле украшали два горельефа — Маркса и Халтурина.

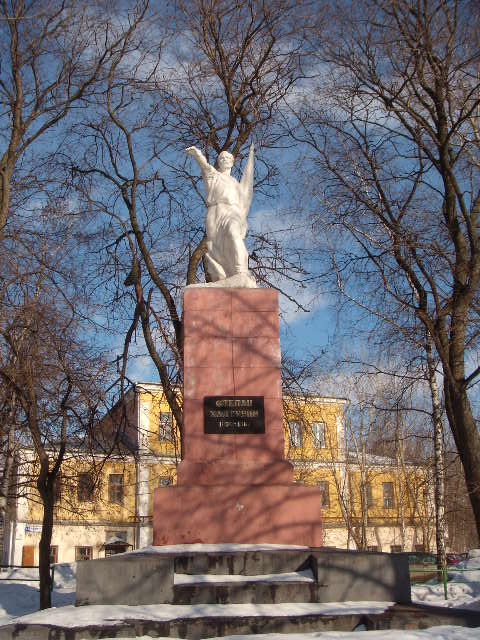
Памятник Степану Халтурину в Кирове. Скульптор — Н. И. Шильников, архитектор — И. А. Чарушин, 1923 год.

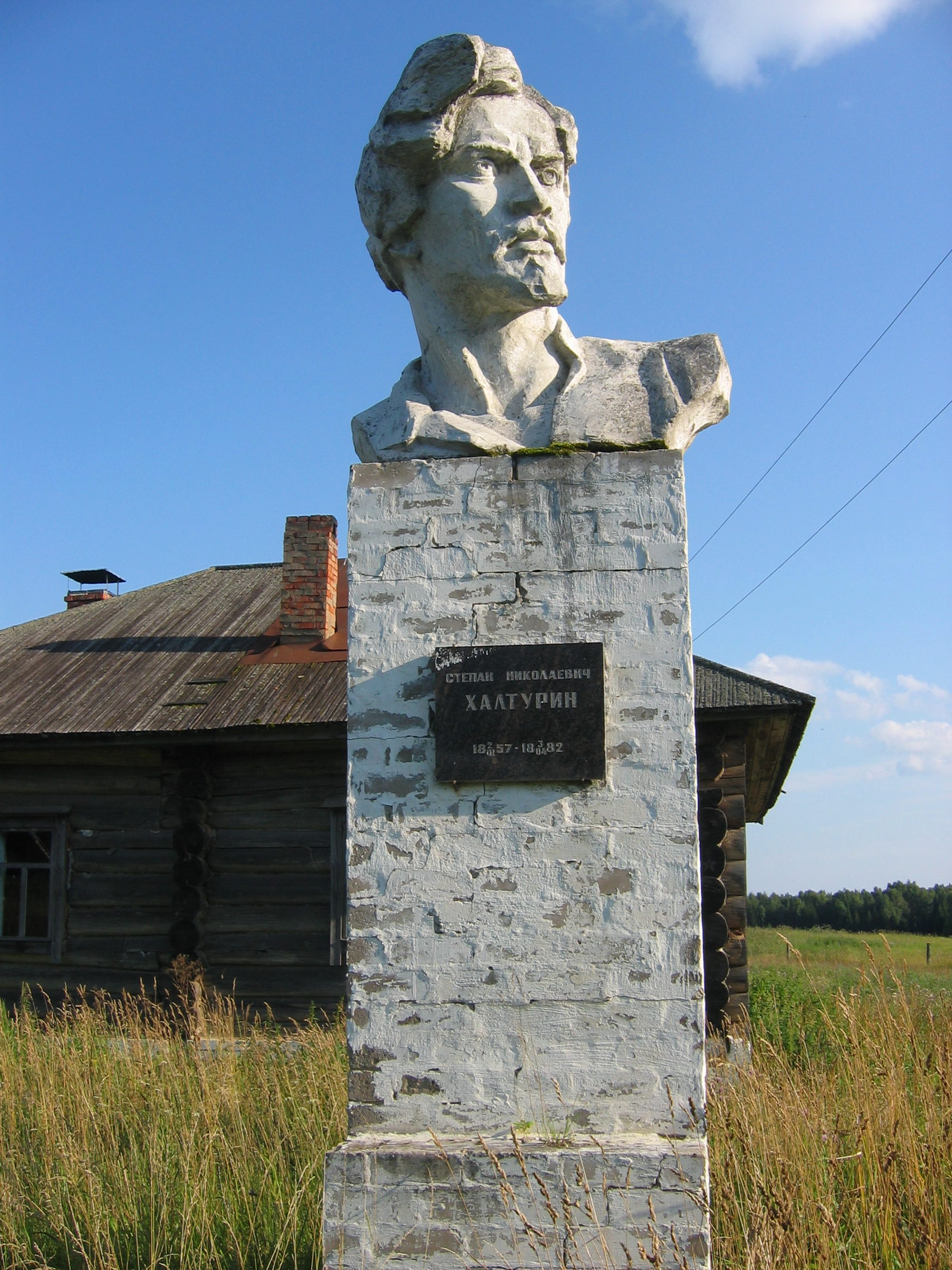
Бюст Степана Халтурина на его родине, д. Журавли, Орловский р-н, Кировская область (снесён в 2010 году)

Память о Степане Халтурине была увековечена в названии парохода «Степан Халтурин» и в скульптуре:
- памятник Степану Халтурину в Кирове, 1923 год (скульптор — Н. И. Шильников)
- памятник-бюст Степану Халтурину в Орлове, ул. Ленина, сквер у дома № 73
- бюст Степану Халтурину в деревне Журавли Орловского района Кировской области, перед музеем «Крестьянский быт» (снесён в 2010 году)
- памятник-бюст Степану Халтурину в посёлке Затон имени Степана Халтурина Котельничского района Кировской области

## Кинофильмы о Степане Халтурине

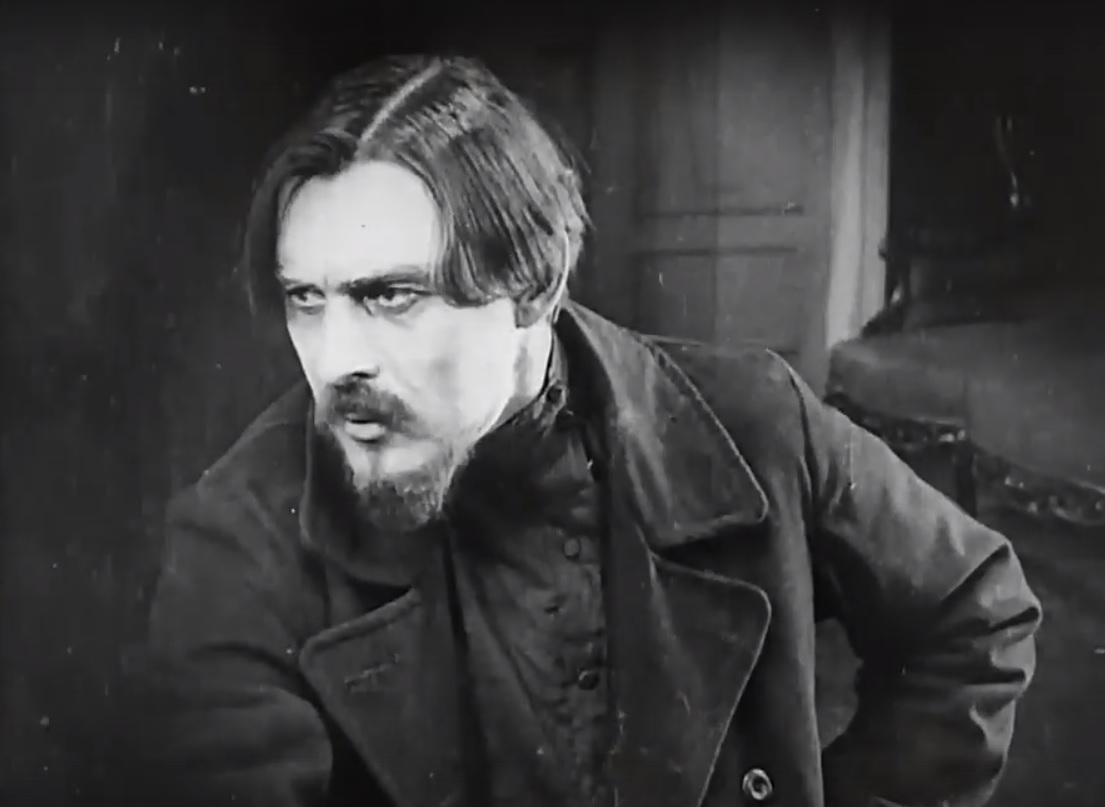
Александр Морозов в роли Степана Халтурина

«Степан Халтурин» (1925, СССР, Севзапкино). Режиссёр — А. В. Ивановский. Историко-биографический фильм по сценарию историка П. Е. Щёголева. В роли Халтурина — Александр Морозов.

## Топонимика
Его именем были названы улицы во многих городах Советского Союза, а также предприятия.

### Россия
- Халтурин — название города Орлова Кировской области с 1923 по 1992 год.
- Улица Халтурина — название улицы Миллионной в Санкт-Петербурге с 1918 по 1991 год. Выходит на Дворцовую площадь, где расположен Зимний дворец, в котором и было совершено неудачное покушение на жизнь императора.
- В 1922 году Невской бумагопрядильной фабрике в Петрограде было присвоено имя Степана Халтурина. С 1937 — Прядильно-ниточный комбинат им. С. М. Кирова[7].

А также:
- Улица Халтурина в населённых пунктах: Анжеро-Судженск, Армавир, Балахна, Березники, Брянск, пгт. Вахруши (Кировская область), Волгоград, Волжск, Воронеж, Воткинск, Гаврилов-Ям, Геленджик, Егорьевск, Екатеринбург, Иваново, Ижевск, Иркутск, Йошкар-Ола, Казань, Калининград, Каменск-Шахтинский, Канск, Карачев, Кемерово, Курган, Курск, Крыловская, Лабинск, Малоярославец, Мураши, Морозовск, Мурманск, Николаевск (Волгоградская область), Новосибирск, Октябрьский (Башкортостан), Оренбург, Пермь, Петергоф, Петрозаводск, Пушкино (Московская область), Рязань, Рыбинск, Самара, Саранск, Слободской, Соликамск, Спасск-Дальний, Стерлитамак, Судогда, Таганрог, Тверь, Туапсе, Тула, Тюмень, Ульяновск, Уфа, Хабаровск, Чебоксары, Челябинск, Чкаловск (Нижегородская область), Шахты, Шумерля, Энгельс, Якутск, Ярославль, Ярцево.
- Халтуринская улица в Москве.
- Переулок Халтурина в Волгодонске.
- Халтуринский переулок в Ростове-на-Дону.
- Проезд Степана Халтурина в Тамбове и Твери.
- Район Халтурино в Волхове.

Переименованные:
- Улица Халтурина в Астрахани (1920—2007), ныне вновь Ахматовская.
- Улица Степана Халтурина в Кирове (1923—2012), ныне вновь Пятницкая.

### Крым
- Улица Халтурина в Евпатории, Феодосии, Ялте.

### Украина
- Улица Халтурина в населённых пунктах: Бердянск, Запорожье, Кривой Рог, Макеевка (Донецкая область), Покровск, Мариуполь, Полтава, Свердловск (Луганская область), Нежин, Умань.
- Переулок Халтурина в Сумах, Изюме, Знаменке, Умани.

Переименованные:
- Улица Халтурина в Киеве (теперь Паньковская улица), Одессе (теперь снова улица Гаванная), Харькове (теперь улица Ахиезеров[укр.]), Черновцах (теперь улица Натальи Кобринской).
- Спуск Халтурина в Харькове (1919—2009), теперь Соборный.

### Белоруссия
- Улица Халтурина в Минске, Бресте, Рогачёве.
- Мебельная фабрика имени С. Н. Халтурина в Бобруйске.

### Казахстан
- Улица Халтурина в Петропавловске, Алматы, Рудном.

Переименованные:
- Улица Халтурина в Шымкенте (теперь улица Омирбека Жолдасбекова), Семее (теперь проспект Шоже Каржаубайулы).

## Адреса в Санкт-Петербурге
04. — 06.1879 года — дом общежития Высших женских (Бестужевских) курсов — 10-я линия, 39.